# 古久家
古久家（こくや）とは、神奈川県藤沢市を中心に、2024年4月現在6店舗を展開する中華そばを扱ったラーメンチェーンの店舗名である。運営会社は株式会社古久家。

## 会社概要
1947年の終戦直後の神奈川県藤沢市で、初代社長小林三郎によって和菓子の店として開業。「これからの庶民は、甘いものを欲しがる」と考えた小林は、元々穀物商であったことから（会社名の「こくや」の由来は穀物家）、ヤミで砂糖を入手して営業していた。1971年高度成長期の際に、洋風の食文化の到来を予感し和菓子の製造を中止し、店舗を中華料理、ラーメンに絞り味の古久家を展開する。1999年からは、折からのラーメンブームで、1000円をこえるラーメンが数多く世に出てくると、二代目社長、小林春代の「ラーメンは庶民の食べ物だ」と言う言葉から、350円の豚骨正油ラーメンの中華そば寅を展開する（現在は値上げされている）。なお、屋号の末尾に「家」がついているが、いわゆる横浜家系（いえけい）ラーメンとは全く異なる。

## 店舗
2019年9月現在、グループ店の「中華そば 寅」を含めた11店舗を展開しており、その他「cafe Ko-Ba」、「珈琲家アルト」という関連店も存在する。

## 関連企業
- 株式会社 あさ・ぐるーぶ
- シルバースター倶楽部
- cafe Ko-Ba